# جو بیکر (بازیکن فوتبال، زاده ۱۹۷۷)
جو بیکر (انگلیسی: Joe Baker؛ زادهٔ ۱۹ آوریل ۱۹۷۷) بازیکن فوتبال اهل بریتانیا است.
از باشگاه‌هایی که در آن بازی کرده‌است می‌توان به باشگاه فوتبال لیتون اورینت اشاره کرد.